# Krzysztof Giaro
Krzysztof Adam Giaro (ur. 11 września 1973) – polski informatyk i matematyk, nauczyciel akademicki, profesor nauk technicznych.

## Życiorys
Absolwent I Liceum Ogólnokształcącego im. Mikołaja Kopernika w Gdańsku. W 1997 ukończył studia informatyczne na Politechnice Gdańskiej. Jego praca magisterska pt. Badanie zwartego szeregowania zadań na procesorach dedykowanych została uznana za najlepszą w Ogólnopolskim Konkursie Prac Magisterskich z Informatyki zorganizowanym przez Polskie Towarzystwo Informatyczne. Rok później ukończył również studia matematyczne na Uniwersytecie Gdańskim. Doktoryzował się na podstawie pracy pt. Szeregowanie zadań na procesorach dedykowanych bez obustronnych postojów (1999). Habilitację uzyskał na podstawie rozprawy pt. Szeregowanie zadań metodami kolorowania grafów (2003). Tytuł profesorski otrzymał w 2014. 
Zawodowo związany jest z Politechniką Gdańską, gdzie pracuje w Katedrze Algorytmów i Modelowania Systemów na Wydziale Elektroniki, Telekomunikacji i Informatyki. Od 2016 jest kierownikiem tej katedry.

## Nagrody
- Stypendysta Krajowego Funduszu na rzecz Dzieci[7]
- Stypendium „Polityki” (2003)[8]
- Nagroda Miasta Gdańska dla Młodych Naukowców im. Jana Uphagena (2003)[9]